# Ramusella curtipila
Ramusella curtipila is een mijtensoort uit de familie van de Oppiidae. De wetenschappelijke naam van de soort is voor het eerst geldig gepubliceerd in 1971 door Hammer.